# Chaz Lanier
Chaz Harrison Lanier (Nashville, Tennessee, 19 de diciembre de 2001) es un baloncestista estadounidense que pertenece a la plantilla de los Detroit Pistons de la NBA. Con 1,93 metros de estatura, juega en la posición de escolta.

## Trayectoria deportiva

### Universidad
Jugó cuatro temporadas con los North Florida de la Universidad del Norte de Florida, en las que promedió 8,9 puntos, 3,1 rebotes y 1,2 asistencias por partido. En su última temporada con los Ospreys promedió 19,7 puntos y 4,8 rebotes, lo que le valió para ser incluido en el mejor quinteto de la ASUN Conference.
Tras esas cuatro temporadas, entró en el portal de transferencias de la NCAA. El 24 de mayo de 2024 fue transferido a los Volunteers de la Universidad de Tennessee. Jugó una temporada en la que promedió 18,0 puntos y 3,9 rebotes por partido, siendo elegido debutante del año de la Southeastern Conference y galardonado con el Premio Jerry West al mejor escolta de la División I de la NCAA.

#### Estadísticas
| Año     | Equipo        | PJ  | PT | MPP  | %TC  | %3P  | %TL   | RPP | APP | ROB | TPP | PPP  |
| ------- | ------------- | --- | -- | ---- | ---- | ---- | ----- | --- | --- | --- | --- | ---- |
| 2020–21 | North Florida | 10  | 1  | 9.3  | .375 | .300 | .667  | .7  | .6  | .3  | .0  | 1.7  |
| 2021–22 | North Florida | 31  | 8  | 21.0 | .415 | .304 | .805  | 2.7 | 1.1 | .7  | .2  | 4.5  |
| 2022–23 | North Florida | 31  | 9  | 19.7 | .454 | .391 | 1.000 | 2.5 | .9  | .4  | .2  | 4.7  |
| 2023–24 | North Florida | 32  | 31 | 33.4 | .510 | .440 | .880  | 4.8 | 1.8 | .9  | .3  | 19.7 |
| 2024–25 | Tennessee     | 38  | 38 | 31.4 | .431 | .395 | .758  | 3.9 | 1.1 | .9  | .1  | 18.0 |
| Total   | Total         | 142 | 87 | 25.5 | .458 | .402 | .824  | 3.3 | 1.2 | .7  | .2  | 11.4 |

### Profesional
Fue elegido en la trigesimoséptima posición del Draft de la NBA de 2025 por los Detroit Pistons.